# Patrik Norén
Patrik Norén, född 1 december 1992 i Säter, Dalarnas län, är en svensk ishockeyspelare (back). Han har sin moderklubb i Skedvi/Säter där han spelade fram till och med 2008. Säsongen 2008/2009 fick han en plats i Leksands IF:s J18-lag och säsongen efter tog han både SM-guld med Leksands J20-lag och fick spela 16 matcher med A-laget. Nu spelar han för Leksands IF i shl. 
Norén var med i Dalarnas TV-pucken-lag 2008/2009 och var (tillsammans med tre andra) näst bästa back i totalpoäng (mål+assist) med sex poäng, efter Stockholm 1:s Ricard Blidstrand (10p), men också tvåa i utvisningsstatistiken med 35 utvisningsminuter på åtta matcher.

## Klubbar
- Leksands IF J20, SuperElit (2009/2010)
- Leksands IF, Allsvenskan (2009/2010 - 2012/2013)
- Timrå IK, Allsvenskan (2013/2014)
- Almtuna IS, Allsvenskan (2014/2015 - 2015/2016)
- Leksands IF, SHL / Allsvenskan (2016/2017 - 2017/2018)
- Skellefteå AIK, SHL (2018/2019 - )